# Daniela Qüesta
Daniela Qüesta (Santo Tomé, Provincia de Santa Fe, Argentina; 6 de junio de 1968) es una abogada y política argentina perteneciente a la Unión Cívica Radical. Fue diputada de Santa Fe desde 2004 hasta 2007. También fue la intendenta de Santo Tomé del 2015 hasta el 2023.

## Biografía
Daniela Qüesta nació el 6 de junio de 1968  en Santo Tomé. Cursó sus estudios primarios en la Escuela Nº 579 José Jacinto Berruti y los secundarios en la Escuela Normal Superior Nº 32 Gral. José de San Martín de la ciudad de Santa Fe.
Llevó a cabo sus estudios de abogacía en la Facultad de Ciencias Jurídicas y Sociales de la Universidad Nacional del Litoral, donde se recibió en  1993. Al año siguiente se incorporó a la actividad universitaria como Coordinadora de Residencias Estudiantiles en la UNL.
Más adelante, continuó su formación académica emprendiendo distintos cursos vinculados al derecho y la gestión pública.
A los 18 años se acercó a la política afiliándose a la Unión Cívica Radical y militando en la Juventud Radical. Asimismo, militó en la agrupación política universitaria Franja Morada desde el año 1988.
Su trayectoria dentro de la UCR la llevó a ocupar el cargo de Presidente de la Juventud Radical de Santo Tomé, integrante de la Mesa Departamental de la Juventud Radical, Delegada de la Convención Nacional de la Unión Cívica Radical y del Comité Nacional de dicho partido.
En el 2004 fue elegida Diputada Provincial. Terminó su cargo en el 2007
Aquel año fue elegida Concejal de la ciudad de Santo Tomé y elegida Presidente del Honorable Concejo Municipal. Ejerció el cargo hasta el 2015.
El 14 de junio de ese año fue elegida Intendenta de la Ciudad de Santo Tomé.
En junio de 2019 fue reelegida Intendenta para el período 2019-2023